# Ronda 2 de GP2 Series de 2012
A Segunda rodada da Temporada da GP2 Series de 2012 aconteceu no Barém entre 20 e 22 de abril.

## Classificatória
| Pos. | No. | Piloto              | Time                    | Tempo    | Grid |
| ---- | --- | ------------------- | ----------------------- | -------- | ---- |
| 1    | 3   | Davide Valsecchi    | DAMS                    | 1:41.200 | 1    |
| 2    | 10  | Esteban Gutiérrez   | Lotus GP                | 1:41.479 | 2    |
| 3    | 4   | Felipe Nasr         | DAMS                    | 1:41.785 | 3    |
| 4    | 5   | Fabio Leimer        | Racing Engineering      | 1:41.798 | 4    |
| 5    | 1   | Johnny Cecotto, Jr. | Barwa Addax Team        | 1:41.858 | 5    |
| 6    | 16  | Stéphane Richelmi   | Trident Racing          | 1:41.862 | 6    |
| 7    | 7   | Marcus Ericsson     | iSport International    | 1:41.933 | 171  |
| 8    | 9   | James Calado        | Lotus GP                | 1:41.939 | 7    |
| 9    | 23  | Luiz Razia          | Arden International     | 1:41.962 | 8    |
| 10   | 26  | Max Chilton         | Carlin                  | 1:41.980 | 9    |
| 11   | 27  | Rio Haryanto        | Carlin                  | 1:42.097 | 10   |
| 12   | 12  | Giedo van der Garde | Caterham Racing         | 1:42.139 | 11   |
| 13   | 8   | Jolyon Palmer       | iSport International    | 1:42.156 | 12   |
| 14   | 2   | Dani Clos           | Barwa Addax Team        | 1:42.158 | 13   |
| 15   | 21  | Tom Dillmann        | Rapax                   | 1:42.190 | 14   |
| 16   | 15  | Fabio Onidi         | Scuderia Coloni         | 1:42.374 | 15   |
| 17   | 11  | Rodolfo González    | Caterham Racing         | 1:42.409 | 16   |
| 18   | 6   | Nathanaël Berthon   | Racing Engineering      | 1:42.427 | 18   |
| 19   | 17  | Julián Leal         | Trident Racing          | 1:42.456 | 19   |
| 20   | 18  | Fabrizio Crestani   | Venezuela GP Lazarus    | 1:42.706 | 20   |
| 21   | 24  | Brendon Hartley     | Ocean Racing Technology | 1:42.782 | 262  |
| 22   | 14  | Stefano Coletti     | Scuderia Coloni         | 1:42.853 | 21   |
| 23   | 25  | Nigel Melker        | Ocean Racing Technology | 1:42.895 | 22   |
| 24   | 22  | Simon Trummer       | Arden International     | 1:43.014 | 23   |
| 25   | 19  | Giancarlo Serenelli | Venezuela GP Lazarus    | 1:43.907 | 24   |
| 26   | 20  | Ricardo Teixeira    | Rapax                   | 1:44.078 | 25   |

## Primeira Corrida
| Pos.                                                             | No. | Piloto              | Time                    | Voltas | Tempo          | Grid | Pontos      |
| ---------------------------------------------------------------- | --- | ------------------- | ----------------------- | ------ | -------------- | ---- | ----------- |
| 1                                                                | 3   | Davide Valsecchi    | DAMS                    | 32     | 59:31.115      | 1    | 31 (25+4+2) |
| 2                                                                | 23  | Luiz Razia          | Arden International     | 32     | +7.770         | 8    | 18          |
| 3                                                                | 10  | Esteban Gutiérrez   | Lotus GP                | 32     | +13.528        | 2    | 15          |
| 4                                                                | 26  | Max Chilton         | Carlin                  | 32     | +14.088        | 9    | 12          |
| 5                                                                | 9   | James Calado        | Lotus GP                | 32     | +16.278        | 7    | 10          |
| 6                                                                | 21  | Tom Dillmann        | Rapax                   | 32     | +16.559        | 14   | 8           |
| 7                                                                | 5   | Fabio Leimer        | Racing Engineering      | 32     | +17.243        | 4    | 6           |
| 8                                                                | 15  | Fabio Onidi         | Scuderia Coloni         | 32     | +28.109        | 15   | 4           |
| 9                                                                | 27  | Rio Haryanto        | Carlin                  | 32     | +32.846        | 10   | 2           |
| 10                                                               | 24  | Brendon Hartley     | Ocean Racing Technology | 32     | +36.093        | 26   | 1           |
| 11                                                               | 16  | Stéphane Richelmi   | Trident Racing          | 32     | +37.377        | 6    |             |
| 12                                                               | 17  | Julián Leal         | Trident Racing          | 32     | +38.677        | 19   |             |
| 13                                                               | 7   | Marcus Ericsson     | iSport International    | 32     | +40.627        | 17   |             |
| 14                                                               | 18  | Fabrizio Crestani   | Venezuela GP Lazarus    | 32     | +41.009        | 20   |             |
| 15                                                               | 11  | Rodolfo González    | Caterham Racing         | 32     | +44.028        | 16   |             |
| 16                                                               | 22  | Simon Trummer       | Arden International     | 32     | +44.552        | 23   |             |
| 17                                                               | 20  | Ricardo Teixeira    | Rapax                   | 32     | +47.776        | 25   |             |
| 18                                                               | 19  | Giancarlo Serenelli | Venezuela GP Lazarus    | 32     | +52.464        | 24   |             |
| 19                                                               | 2   | Dani Clos           | Barwa Addax Team        | 30     | P.F.           | 13   |             |
| 20                                                               | 25  | Nigel Melker        | Ocean Racing Technology | 30     | Acidente grave | 22   |             |
| 21                                                               | 6   | Nathanaël Berthon   | Racing Engineering      | 29     | Acidente grave | 18   |             |
| Ret                                                              | 1   | Johnny Cecotto, Jr. | Barwa Addax Team        | 16     | Colisão        | 5    |             |
| Ret                                                              | 4   | Felipe Nasr         | DAMS                    | 16     | Colisão        | 3    |             |
| Ret                                                              | 12  | Giedo van der Garde | Caterham Racing         | 16     | Acidente Grave | 11   |             |
| Ret                                                              | 14  | Stefano Coletti     | Scuderia Coloni         | 2      | Colisão        | 21   |             |
| DNS                                                              | 8   | Jolyon Palmer       | iSport International    |        | P.E.           | 12   |             |
| volta mais rápida: Davide Valsecchi (DAMS) — 1:44.380 (volta 25) |     |                     |                         |        |                |      |             |

## Segunda Corrida
| Pos.                                                                          | No. | Driver              | Team                    | Laps | Time/Retired | Grid | Points |
| ----------------------------------------------------------------------------- | --- | ------------------- | ----------------------- | ---- | ------------ | ---- | ------ |
| 1                                                                             | 3   | Davide Valsecchi    | DAMS                    | 22   | 39:22.363    | 8    | 15     |
| 2                                                                             | 10  | Esteban Gutiérrez   | Lotus GP                | 22   | +0.399       | 6    | 12     |
| 3                                                                             | 9   | James Calado        | Lotus GP                | 22   | +10.617      | 4    | 10     |
| 4                                                                             | 23  | Luiz Razia          | Arden International     | 22   | +12.463      | 7    | 8      |
| 5                                                                             | 26  | Max Chilton         | Carlin                  | 22   | +13.573      | 5    | 6      |
| 6                                                                             | 4   | Felipe Nasr         | DAMS                    | 22   | +15.414      | 264  | 4      |
| 7                                                                             | 8   | Jolyon Palmer       | iSport International    | 22   | +22.950      | 25   | 2      |
| 8                                                                             | 22  | Simon Trummer       | Arden International     | 22   | +30.425      | 16   | 1      |
| 9                                                                             | 12  | Giedo van der Garde | Caterham Racing         | 22   | +31.976      | 23   | 2      |
| 10                                                                            | 21  | Tom Dillmann        | Rapax                   | 22   | +32.545      | 37   |        |
| 11                                                                            | 2   | Dani Clos           | Barwa Addax Team        | 22   | +32.632      | 19   |        |
| 12                                                                            | 5   | Fabio Leimer        | Racing Engineering      | 22   | +32.856      | 2    |        |
| 13                                                                            | 20  | Ricardo Teixeira    | Rapax                   | 22   | +36.275      | 17   |        |
| 14                                                                            | 15  | Fabio Onidi         | Scuderia Coloni         | 22   | +36.477      | 1    |        |
| 15                                                                            | 27  | Rio Haryanto        | Carlin                  | 22   | +39.988      | 9    |        |
| 16                                                                            | 7   | Marcus Ericsson     | iSport International    | 22   | +40.386      | 13   |        |
| 17                                                                            | 17  | Julián Leal         | Trident Racing          | 22   | +47.410      | 12   |        |
| 18                                                                            | 25  | Nigel Melker        | Ocean Racing Technology | 22   | +56.196      | 20   |        |
| 19                                                                            | 18  | Fabrizio Crestani   | Venezuela GP Lazarus    | 22   | +59.488      | 14   |        |
| 20                                                                            | 19  | Giancarlo Serenelli | Venezuela GP Lazarus    | 22   | +1:53.295    | 18   |        |
| 21                                                                            | 11  | Rodolfo González    | Caterham Racing         | 22   | +2:12.9685   | 15   |        |
| 22                                                                            | 1   | Johnny Cecotto, Jr. | Barwa Addax Team        | 21   | Retirou-se   | 22   |        |
| 23                                                                            | 14  | Stefano Coletti     | Scuderia Coloni         | 20   | Retirou-se   | 24   |        |
| Ret                                                                           | 6   | Nathanaël Berthon   | Racing Engineering      | 15   | Retirou-se   | 21   |        |
| Ret                                                                           | 24  | Brendon Hartley     | Ocean Racing Technology | 2    | Retirou-se   | 10   |        |
| Ret                                                                           | 16  | Stéphane Richelmi   | Trident Racing          | 0    | Retirou-se   | 11   |        |
| volta mais rápida: Giedo van der Garde (Caterham Racing) — 1:45.650 (volta 3) |     |                     |                         |      |              |      |        |